# سارا اورامون
سارا اورامون (فرانسوی: Sarah Ourahmoune‎؛ زادهٔ ۲۱ ژانویهٔ ۱۹۸۲) بوکسور اهل فرانسه است.
وی همچنین برندهٔ جوایزی همچون لژیون دونور (شوالیه) شده‌است.
وی در مسابقات کشوری و بین‌المللی در مجموع برندهٔ ۴ مدال طلا، ۲ مدال نقره، ۲ مدال برنز شده‌است.